# أودربرغ
ادربرغ (برندنبورغ) (بالألمانية: Oderberg) هي مدينة و بلدة ألمانية تقع في ألمانيا في براندنبورغ. يقدر عدد سكانها بـ 2,410 نسمة .